# Nuptse
Nuptse é uma montanha na região de Khumbu, no Himalaia, apenas a 2 km do Monte Everest, na direcção oeste-sudoeste. Nuptse é o nome tibetano para "pico do oeste", já que é o segmento ocidental do maciço que forma com o Lhotse.
Embora o Nuptse seja imponente dos lados sul e oeste, e se encontre sobre o campo base da rota comum para ascender ao Everest pelo lado sul, não é um pico independente e portanto não se encontra na ordenação da lista das montanhas mais altas do mundo. A razão para não ser considerado como uma montanha mas um subcume do Everest, é devida ao seu valor de proeminência topográfica ser muito baixo (apenas 319 m).
O Nuptse tem uma sucessão de picos, de este a oeste:
| Pico            | metros (m) | pés (ft) | Latitude (N) | Longitude (E) |
| --------------- | ---------- | -------- | ------------ | ------------- |
| Nuptse I        | 7861       | 25790    | 27°57′59″    | 86°53′24″     |
| Nuptse II       | 7827       | 25679    | 27°57′52″    | 86°53′34″     |
| Nuptse Shar I   | 7804       | 25604    | 27°57′41″    | 86°53′47″     |
| Nuptse Nup I    | 7784       | 25538    | 27°58′05″    | 86°53′08″     |
| Nuptse Shar II  | 7776       | 25512    | 27°57′39″    | 86°53′55″     |
| Nuptse Nup II   | 7742       | 25400    | 27°58′06″    | 86°52′54″     |
| Nuptse Shar III | 7695       | 25246    | 27°57′30″    | 86°54′42″     |

O pico principal, Nuptse I, foi escalado pela primeira vez em 16 de Maio de 1961 por Dennis Davis e pelo sherpa Tashi, membros de uma expedição britânica. Depois de um longo tempo sem ascensões, o Nuptse voltou a receber expedições nos anos 1990 e 2000, com as quais se estabeleceram rotas do sul, norte e oeste.

## Rotas de ascensão

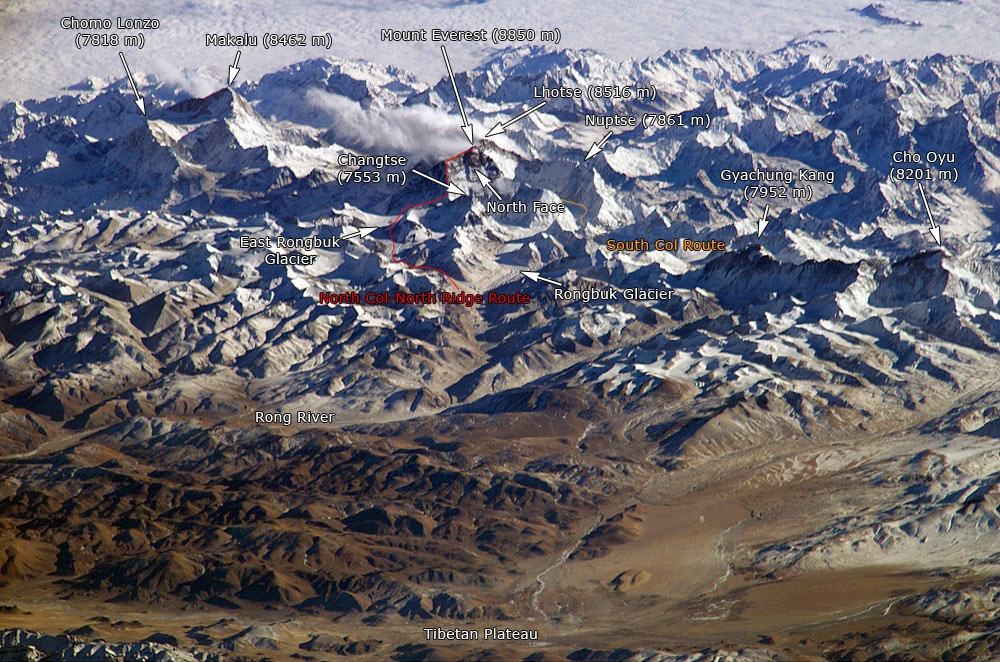
Himalaia: detalhe das rotas de ascensão mais conhecidas do Everest.